# Lucy Liu

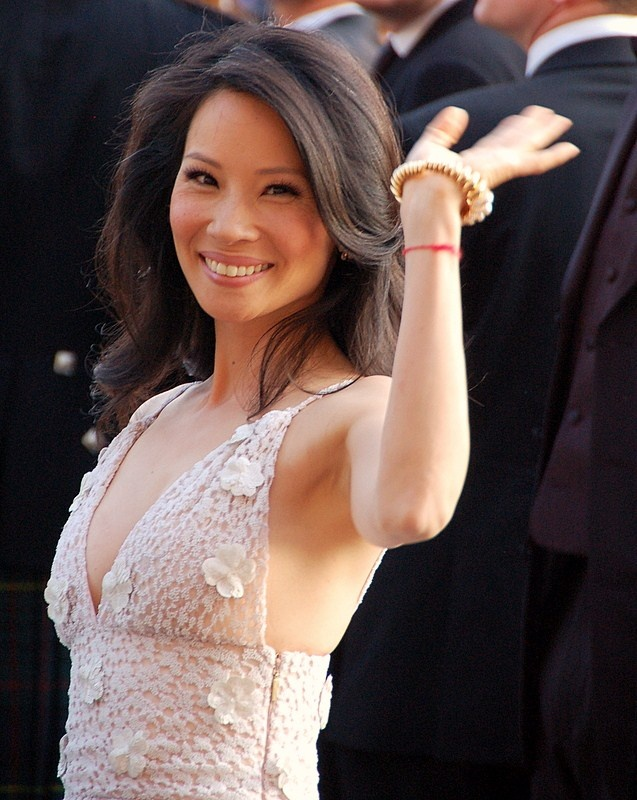
Lucy Liu în 2008

Lucy Liu, pe numele său complet Lucy Alexis Liu (n. 2 decembrie 1968) este o actriță americană. A devenit cunoscută pentru rolul său din serialul de succes Ally McBeal (1998-2002), unde a interpretat rolul manieratei Ling Woo. A mai apărut și în alte seriale în care a atras atenția asupra sa, cum ar fi Îngerii lui Charlie, Chicago, Kill Bill sau Kung Fu Panda. S-a născut în Queens, New York, din părinți taiwanezi emigranți. Pentru că la ei în casă s-a vorbit numai mandarina, Lucy a învățat engleza la vârsta de cinci ani. Tatăl său a fost inginer, iar mama sa chimist. Au renunțat însă la carierele lor pentru a veni în Statele Unite ale Americii. Pentru că părinții săi au fost foarte exigenți la capitolul studiu, micuța Liu a fost nevoită să își dedice întreg timpul liber învățând. A făcut facultatea la Michigan, unde a fost nevoită să lucreze pe post de chelneriță pentru a se întreține. Și-a început cariera în 1989, cu rolul Alice din Alice în Țara Minunilor, producție a Universității.

## Filmografie
| An   | Titlu                                        | Rol                         | Note                             |
| ---- | -------------------------------------------- | --------------------------- | -------------------------------- |
| 1992 | Rhythm of Destiny                            | Donna                       |                                  |
| 1993 | Protozoa                                     | Ari                         | Scurtmetraj                      |
| 1995 | Bang                                         | Hooker                      |                                  |
| 1996 | Jerry Maguire                                | Former girlfriend           |                                  |
| 1997 | Gridlock'd                                   | Cee-Cee                     |                                  |
| 1997 | City of Industry                             | Cathi Rose                  |                                  |
| 1997 | Riot                                         | Boomer's girlfriend         | Film TV (segmentul "Empty")      |
| 1997 | Flypaper                                     | Dot                         |                                  |
| 1997 | Guy                                          | Woman at newsstand          |                                  |
| 1998 | Love Kills                                   | Kashi                       |                                  |
| 1999 | Payback                                      | Pearl                       |                                  |
| 1999 | True Crime                                   | Toy shop girl               |                                  |
| 1999 | Molly                                        | Brenda                      |                                  |
| 1999 | The Mating Habits of the Earthbound Human    | The Female's Friend (Lydia) |                                  |
| 1999 | Play It to the Bone                          | Lia                         |                                  |
| 2000 | Shanghai Noon                                | Princess Pei Pei            |                                  |
| 2000 | Charlie's Angels                             | Alex Munday                 |                                  |
| 2001 | Hotel                                        | Kawika                      |                                  |
| 2002 | Ballistic: Ecks vs. Sever                    | Agent Sever                 |                                  |
| 2002 | Cypher                                       | Rita Foster                 |                                  |
| 2002 | Chicago                                      | Kitty Baxter                |                                  |
| 2003 | Charlie's Angels: Full Throttle              | Alex Munday                 |                                  |
| 2003 | Kill Bill: Volume 1                          | O-Ren Ishii                 |                                  |
| 2004 | Kill Bill: Volume 2                          | O-Ren Ishii                 |                                  |
| 2004 | Mulan II                                     | Mei                         | Voce; direct-to-video            |
| 2005 | 3 Needles                                    | Jin Ping                    |                                  |
| 2005 | Domino                                       | Taryn Mills                 |                                  |
| 2006 | Lucky Number Slevin                          | Lindsey                     |                                  |
| 2006 | Freedom's Fury                               |                             | producător executiv              |
| 2007 | Code Name: The Cleaner                       | Gina                        | + producător executiv            |
| 2007 | Rise: Blood Hunter                           | Sadie Blake                 |                                  |
| 2007 | Watching the Detectives                      | Violet                      |                                  |
| 2008 | The Year of Getting to Know Us               | Anne                        |                                  |
| 2008 | Kung Fu Panda                                | Master Viper                | Voce                             |
| 2008 | Tinker Bell                                  | Silvermist                  | Voce; direct-to-video            |
| 2008 | Little Spirit: Christmas in New York         | Leo's Mom                   | Voce; Film TV                    |
| 2009 | Afro Samurai: Resurrection                   | Sio                         | Voce; Film TV                    |
| 2009 | Tinker Bell and the Lost Treasure            | Silvermist                  | Voce; direct-to-video            |
| 2009 | Redlight                                     | Herself                     | Narrator and producer            |
| 2010 | Tinker Bell and the Great Fairy Rescue       | Silvermist                  | Voce; direct-to-video            |
| 2010 | Nomads                                       | Susan                       |                                  |
| 2011 | Detachment                                   | Dr. Doris Parker            |                                  |
| 2011 | The Trouble with Bliss                       | Andrea                      |                                  |
| 2011 | Kung Fu Panda 2                              | Master Viper                | Voce                             |
| 2011 | Someday This Pain Will Be Useful to You      | Hilda Temple                |                                  |
| 2011 | Pixie Hollow Games                           | Silvermist                  | Voce; Film TV                    |
| 2012 | Secret of the Wings                          | Silvermist                  | Voce; direct-to-video            |
| 2012 | The Man with the Iron Fists                  | Madame Blossom              |                                  |
| 2012 | Meena                                        |                             | Regizor                          |
| 2013 | Pixie Hollow Bake Off                        | Slivermist                  | Voce; Film TV                    |
| 2014 | The Pirate Fairy                             | Silvermist                  | Voce; direct-to-video            |
| 2014 | Magic Wonderland                             | Princess Ocean              | Voce; versiunea de limbă engleză |
| 2014 | The Tale of the Princess Kaguya              | Lady Sagami                 | Voce; versiunea de limbă engleză |
| 2014 | Tinker Bell and the Legend of the NeverBeast | Silvermist                  | Voce; direct-to-video            |
| 2016 | Kung Fu Panda 3                              | Master Viper                | Voce; filmare                    |

| An           | Titlu                                 | Rol                       | Note                                                    |
| ------------ | ------------------------------------- | ------------------------- | ------------------------------------------------------- |
| 1991         | Beverly Hills, 90210                  | Courtney                  | episodul "Pass, Not Pass"                               |
| 1993         | L.A. Law                              | Mai Lin                   | episodul "Foreign Co-Respondent"                        |
| 1994         | Hotel Malibu                          | Co-worker                 | episodul "Do Not Disturb"                               |
| 1994         | Coach                                 | Nicole Wong               | 2 episoade                                              |
| 1995         | Home Improvement                      | Woman #3                  | episodul "Bachelor of the Year"                         |
| 1995         | Hercules: The Legendary Journeys      | Oi-Lan                    | episodul "The March to Freedom"                         |
| 1995         | ER                                    | Mei-Sun Leow              | 3 episoade                                              |
| 1996         | Nash Bridges                          | Joy Powell                | episodul "Genesis"                                      |
| 1996         | The X-Files                           | Kim Hsin                  | episodul "Hell Money"                                   |
| 1996         | High Incident                         | Officer Whin              | 2 episoade                                              |
| 1996–1997    | Pearl                                 | Amy Li                    | Main cast; 22 episoade                                  |
| 1997         | The Real Adventures of Jonny Quest    | Melana                    | Voce; 2 episoade                                        |
| 1997         | NYPD Blue                             | Amy Chu                   | episodul "A Wrenching Experience"                       |
| 1997         | Dellaventura                          | Yuling Chong              | episodul "Pilot"                                        |
| 1997         | Michael Hayes                         | Alice Woo                 | episodul "Slaves"                                       |
| 1998–2002    | Ally McBeal                           | Ling Woo                  | 72 episoade                                             |
| 2000         | MADtv                                 | Herself                   | Sezonul 6, episodul 6                                   |
| 2000         | Saturday Night Live                   | Herself                   | episodul "Lucy Liu/Jay-Z"                               |
| 2001–2002    | Futurama                              | Herself                   | Voce; 2 episoade                                        |
| 2001         | Sex and the City                      | Herself                   | episodul "Coulda, Woulda, Shoulda"                      |
| 2002         | King of the Hill                      | Tid Pao Souphanousinphone | Voce; episodul "Bad Girls, Bad Girls, Whatcha Gonna Do" |
| 2004         | Jackie Chan Adventures                | Adult Jade Chan           | Voce; episodul "J2: Rise of the Dragons"                |
| 2004         | Game Over                             | Raquel Smashenburn        | Voce; 6 episoade                                        |
| 2004–2007    | Maya & Miguel                         | Maggie Lee                | Voce                                                    |
| 2004–2005    | Joey                                  | Lauren Beck               | 3 episoade                                              |
| 2005         | Clifford's Puppy Days                 | Teacup, Mrs. Glen         | Voce; episodul "Adopt-a-Pup/Jokes on You"               |
| 2005         | The Simpsons                          | Madam Wu                  | Voce; episodul "Goo Goo Gai Pan"                        |
| 2007         | Ugly Betty                            | Grace Chin                | 2 episoade                                              |
| 2008         | Cashmere Mafia                        | Mia Mason                 | Rol de bază; 7 episoade                                 |
| 2008         | Ben & Izzy                            | Yasmine                   | Voce                                                    |
| 2008–2009    | Dirty Sexy Money                      | Nola Lyons                | Rol de bază (sezonul 2); 13 episoade                    |
| 2010         | Ni Hao, Kai-Lan                       | Bear Queen                | Voce; episodul "Princess Kai-Lan"                       |
| 2010         | Kung Fu Panda Holiday                 | Master Viper              | Voce; TV special                                        |
| 2010         | Marry Me                              | Rae Carter                | Miniserial; 2 episoade                                  |
| 2011–present | Kung Fu Panda: Legends of Awesomeness | Master Viper              | Voce                                                    |
| 2012         | Southland                             | Jessica Tang              | 10 episoade                                             |
| 2012–2019    | Elementary                            | Joan Watson               |                                                         |

| An   | Titlu            | Rol          | Note                                  |
| ---- | ---------------- | ------------ | ------------------------------------- |
| 2001 | SSX Tricky       | Elise Riggs  | Voce                                  |
| 2003 | Charlie's Angels | Alex Munday  | Voce                                  |
| 2011 | Kung Fu Panda 2  | Master Viper | Voce                                  |
| 2012 | Sleeping Dogs    | Vivienne Lu  | Voce; piesele "Yellow Fever" și "Fly" |